# マリー＝ガブリエル＝エレオノール・ド・ブルボン

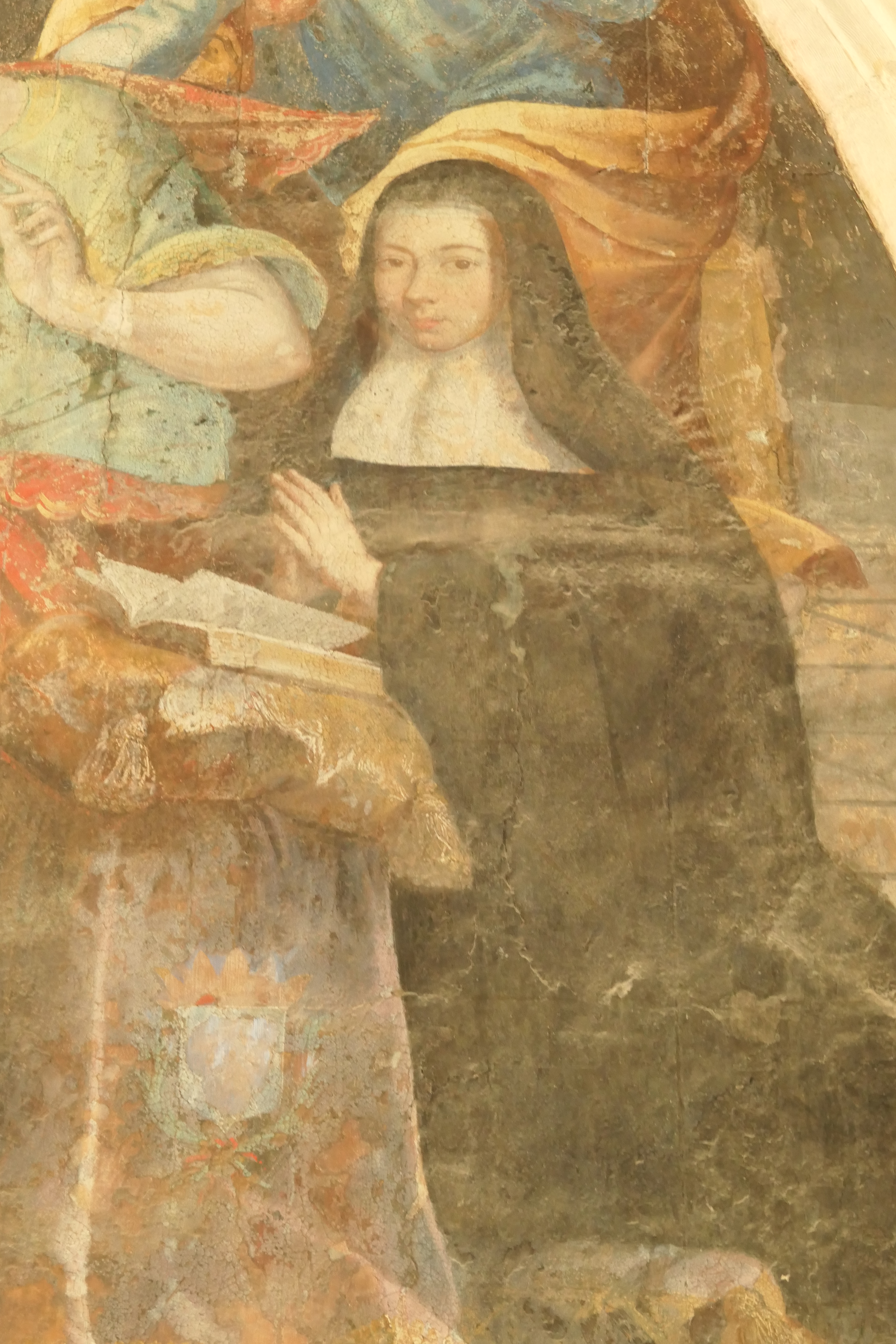
マリー＝ガブリエル＝エレオノール、フォントヴロー修道院内のフレスコ画

マリー＝アンヌ＝ガブリエル＝エレオノール・ド・ブルボン（Marie-Anne-Gabrielle-Éléonore de Bourbon, 1690年12月22日 ヴェルサイユ宮殿 - 1760年8月30日 ヴィルジュイフ）は、ブルボン朝時代フランスの女性王族（血統内親王）、女子修道院長。
コンデ公ルイ3世と妻ルイーズ・フランソワーズ・ド・ブルボン（ナント姫）の間の第1子・長女。母はルイ14世王とモンテスパン夫人の間の非嫡出子の1人。宮中ではブルボン姫（Mademoiselle de Bourbon）と称された。最初は母に大切にされたが、3歳年下の妹ルイーズ＝エリザベートが生まれると、母のお気に入りの娘の立場はこの妹に移った。1706年5月6日、16歳でフォントヴロー修道院に入り、修道女となった。1723年、パリ市内のサンタントワーヌ＝デ＝シャン修道院の修道院長に任命された
。

## 引用・脚注
1. ↑  Achaintre, Nicolas Louis (1825) (フランス語). Histoire Généalogique Et Chronologique de la Maison Royale de Bourbon. 2. Paris: Jules Didot Aine. pp. 407
2. ↑  Barthelemy, Edouard (1883) (フランス語). Les correspondants de la marquise de Balleroy. 2. Paris: Lebraierie Hachette Et C. pp. 529–530
3. ↑  Houry, Laurent (1749) (フランス語). Almanach national: annuaire officiel de la République française. Paris. pp. 34